# Cyphochilus (orquídea)
Cyphochilus é um género botânico pertencente à família das orquídeas (Orchidaceae). Esse besouro inspirou cientistas a criar o material mais negro jamais visto. As escalas no do Cyphochilus formam uma estrutura de cristal fotônico que permitem que seu casco refletir a luz com incrível eficiência, então a equipe teve esta ideia e polarizou-lo para criar um material que pode sugar até cerca de 98% a 99% da luz dirigida nela de todos os ângulos - 26% a mais que o recorde anterior, que utilizou os nanotubos de carbono.

## Espécies
1. Cyphochilus anemophilus Schltr., Repert. Spec. Nov. Regni Veg. Beih. 1: 362 (1912).
2. Cyphochilus bilobus (J.J.Sm.) Schltr., Repert. Spec. Nov. Regni Veg. Beih. 1: 358 (1912).
3. Cyphochilus collinus Schltr., Repert. Spec. Nov. Regni Veg. Beih. 1: 362 (1912).
4. Cyphochilus latifolius Schltr., Repert. Spec. Nov. Regni Veg. Beih. 1: 361 (1912).
5. Cyphochilus montanus (Schltr.) Schltr., Repert. Spec. Nov. Regni Veg. Beih. 1: 361 (1912).
6. Cyphochilus parvifolius Schltr., Repert. Spec. Nov. Regni Veg. Beih. 1: 359 (1912).
7. Cyphochilus rivularis Schltr., Repert. Spec. Nov. Regni Veg. Beih. 1: 360 (1912).
8. Cyphochilus scissosaccus Gilli, Ann. Naturhist. Mus. Wien, B 84: 23 (1980 publ. 1983).